# Seattle Seahawks 2015
La stagione 2015 dei Seattle Seahawks è stata la 40ª della franchigia nella National Football League, la quattordicesima giocata nel CenturyLink Field (precedentemente conosciuto come Qwest Field) e la sesta con Pete Carroll come capo-allenatore. Con la vittoria nella settimana 15 contro i Cleveland Browns, la squadra si è qualificata per i playoff per il quarto anno consecutivo.
La squadra chiuse con un record di 10 vittorie e 6 sconfitte al secondo posto della division e per il quarto anno consecutivo ebbe la miglior difesa della NFL, un fatto in precedenza accaduto solo ai Cleveland Browns nel periodo 1953-'57. I Seahawks dovettero fare a meno per la maggior parte della stagione del running back Marshawn Lynch ma il quarterback Russell Wilson stabilì i nuovi primati di Seattle per yard passate, touchdown passati e passer rating in una stagione. Il ricevitore Doug Baldwin guidò la lega con 14 touchdown su ricezione, anche questo un nuovo record del club.
Nel primo turno di playoff, in casa dei Minnesota Vikings, i Seahawks giunsero a un passo dall'eliminazione, ma un field goal sbagliato da breve distanza dal kicker avversario nell'ultimo minuto li graziò. La stagione si chiuse la settimana successiva, perdendo per 31-24 in casa dei Carolina Panthers numero 1 del tabellone della NFC.

## Scelte nel Draft 2015
| Scelte dei Seahawks nel Draft 2015 |     |                 |                  |                 |
| 2                                  | 63  | Frank Clark     | Defensive end    | Michigan        |
| 3                                  | 69  | Tyler Lockett   | Wide receiver    | Kansas State    |
| 4                                  | 130 | Terry Poole     | Offensive tackle | San Diego State |
| 4                                  | 134 | Mark Glowinski  | Offensive guard  | West Virginia   |
| 5                                  | 170 | Tye Smith       | Cornerback       | Towson          |
| 6                                  | 209 | Obum Gwacham    | Defensive end    | Oregon State    |
| 6                                  | 214 | Kristjan Sokoli | Defensive tackle | Buffalo         |
| 7                                  | 248 | Ryan Murphy     | Defensive back   | Oregon State    |

Note

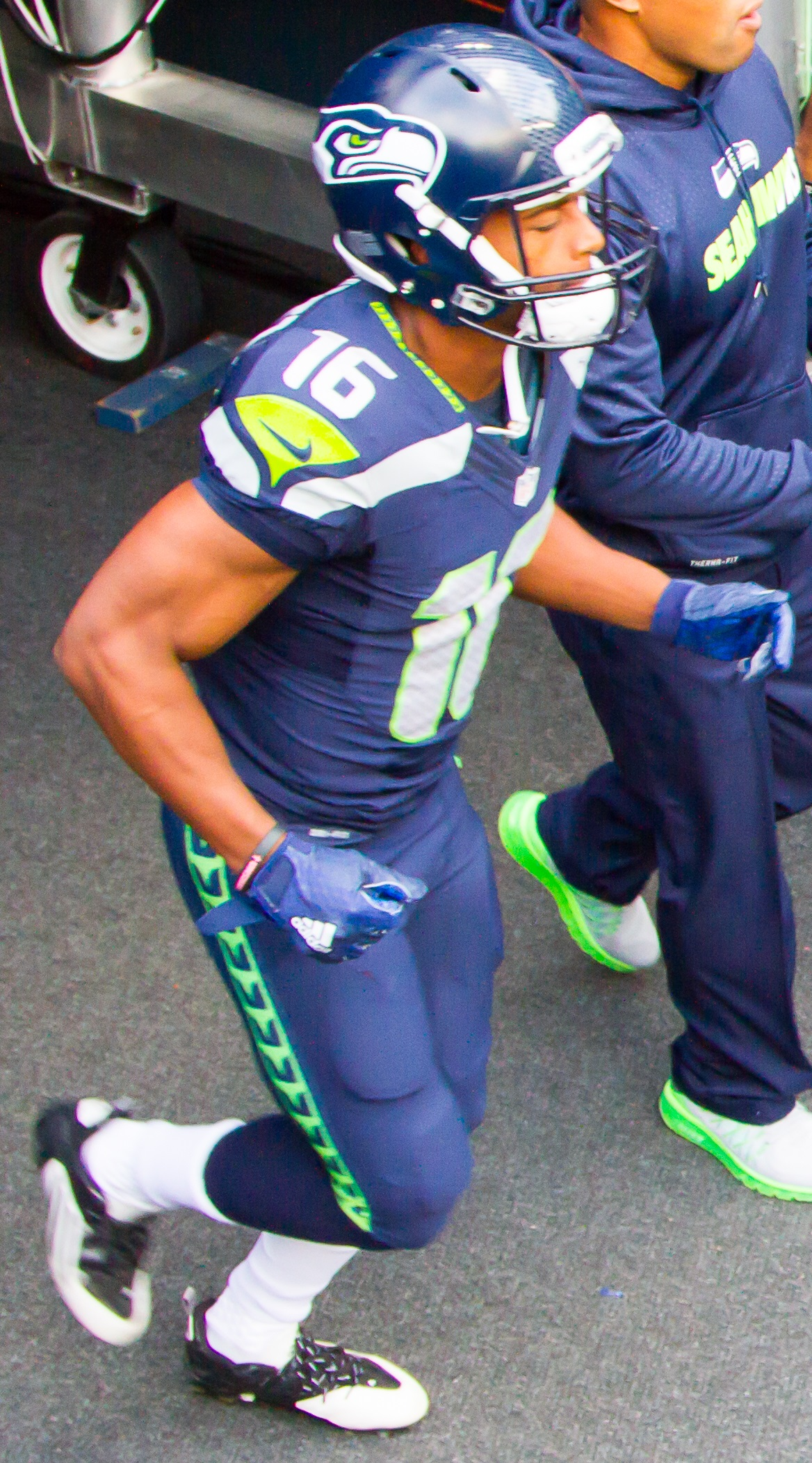
I Seahawks scambiarono quattro scelte con i Redskins per scegliere Tyler Lockett nel terzo giro del Draft 2015

- I Seahawks scambiarono la loro scelta del primo giro, la 31ª assoluta, assieme a Max Unger coi New Orleans Saints per il tight end Jimmy Graham e una scelta del quarto giro[6].
- I Seahawks acquisirono un'ulteriore scelta del sesto giro (la 181ª) nello scambio che portò il wide receiver Percy Harvin ai New York Jets.
- I Seahawks scambiarono la loro scelta originaria del sesto giro (la 207ª) con gli Indianapolis Colts per il cornerback Marcus Burley.
- I Seahawks scambiarono la loro scelta del terzo giro (la 95ª), la scelta del quarto giro acquisita dai Saints (la 112ª), una scelta del quinto giro (la 167ª), e una scelta del sesto giro acquisita dai Jets (la 181ª) coi Washington Redskins per la loro scelta del terzo giro (la 69ª), utilizzata per selezionare il wide receiver Tyler Lockett.

## Staff
| Staff dei Seattle Seahwaks nel 2015 |
| --- |
| Organi dirigenziali - Chairman: Paul Allen - Presidente: Peter McLoughlin - General Manager: John Schneider Capo allenatore - Pete Carroll Altri allenatori - Forza e condizione – Chris Carlisle - Assistente forza e condizione – Mondray Gee - Assistente forza e condizione – Jamie Yancher Allenatori dell'attacco - Coordinatore offensivo: Darrell Bevell - Quarterback: Carl Smith - Assistente Quarterback: Dave Canales - Running Back: Sherman Smith - Wide Receiver: Kippy Brown - Tight End: Pat McPherson - Assistente della Offensive Line: Pat Ruel - Assistente attacco – Will Harriger - Controllo qualità attacco – Keith Carter Allenatori della difesa - Coordinatore difensivo: Kris Richard - Defensive Line – Travis Jones - Linebacker – Micheal Barrow - Assistente linebacker - Lofa Tatupu - Defensive Back – Vacante - Controllo qualità difesa – John Glenn - Assistente difesa – Vacante Allenatori dello special team - Coordinatore special team: Brian Schneider - Assistente special team: Nick Sorensen e Chad Morton |

## Roster
| Roster dei Seattle Seahawks nel 2015 |
| --- |
| Quarterback - 3 Russell Wilson - 7 Tarvaris Jackson Running Back - 36 Bryce Brown - 40 Derrick Coleman FB - 22 Fred Jackson - 24 Marshawn Lynch - 32 Christine Michael - 46 Will Tukuafu FB Wide Receiver - 89 Doug Baldwin - 15 Jermaine Kearse - 16 Tyler Lockett - 17 Kevin Smith - 18 Kasen Williams Tight End - 86 Chase Coffman - 84 Cooper Helfet - 82 Luke Willson Offensive Linemen - 78 Alvin Bailey T - 68 Justin Britt T - 79 Garry Gilliam T - 63 Mark Glowinski G - 61 Lemuel Jeanpierre C - 65 Patrick Lewis C - 76 Russell Okung T - 67 Kristjan Sokoli C/G - 64 J.R. Sweezy G Defensive Linemen - 56 Cliff Avril DE - 72 Michael Bennett DE - 55 Frank Clark DE - 95 Demarcus Dobbs DE - 99 A.J. Francis DT - 97 Jordan Hill DT - 91 Cassius Marsh DE - 92 Brandon Mebane DT - 77 Ahtyba Rubin DT Linebacker - 52 Brock Coyle MLB - 51 Bruce Irvin OLB - 57 Mike Morgan OLB - 58 Kevin Pierre-Louis OLB - 47 Eric Pinkins LB - 54 Bobby Wagner MLB - 50 K.J. Wright OLB Defensive Back - 28 Marcus Burley CB - 31 Kam Chancellor SS - 20 Jeremy Lane CB - 33 Kelcie McCray SS - 35 DeShawn Shead CB - 25 Richard Sherman CB - 21 Tye Smith CB - 23 Steven Terrell FS - 29 Earl Thomas FS Special Team - 49 Clint Gresham LS - 4 Steven Hauschka K - 9 Jon Ryan P Lista delle riserve - 88 Jimmy Graham TE (IR) - 83 Ricardo Lockette WR (IR) - 85 Anthony McCoy TE (IR) - 53 Nick Moody LB (IR) - 69 Terry Poole T (IR) - 34 Thomas Rawls RB (IR) - 10 Paul Richardson WR (IR) - 44 Ryan Robinson DE (IR) - 53 Kona Schwenke OT (IR) - 39 Mohammed Seisay CB (IR) - 27 Tharold Simon CB (IR) - 90 Jesse Williams DT (NF-Inj.) Squadra di allenamento - 42 Brandon Cottom FB - 41 George Farmer CB - 1 Deshon Foxx WR - 14 Antwan Goodley WR - 98 Justin Hamilton DT - 30 Stanley Jean-Baptiste CB - 19 Douglas McNeil III WR - 62 Drew Nowak C - 75 Will Pericak C - 37 Trovon Reed CB 53 attivi, 12 inattivi, 10 nella squadra di allenamento |
| Legenda - I rookie sono in corsivo. - Il primo ruolo è il principale mentre gli eventuali successivi indicano i ruoli secondari. - (IR) sta per Injured Reserve ed indica la lista ristretta per un solo giocatore infortunato che può tornare ad allenarsi dopo la settimana 6 e a rientrare in prima squadra dopo che questa ha giocato 8 partite. - (NF-Inj.) / (NF-Ill.) stanno rispettivamente per Non-Football Injured e Non-Football Illness ed indicano le liste dove viene inserito un giocatore che ha un infortunio o una malattia non dipendente dal football americano. - (PUP) sta per Physically Unable to Perform ed indica la lista dove viene inserito un giocatore mentre è in attesa di recuperare la condizione fisica. Nella stagione regolare dopo la sesta partita giocata dalla propria squadra, il giocatore ha tempo tre settimane per riprendere ad allenarsi, più tre settimane aggiuntive dal suo rientro agli allenamenti per rientrare in prima squadra. |

## Partite

### Pre-stagione
Gli avversari della pre-stagione dei Seahawks sono stati annunciati il 9 aprile 2015.

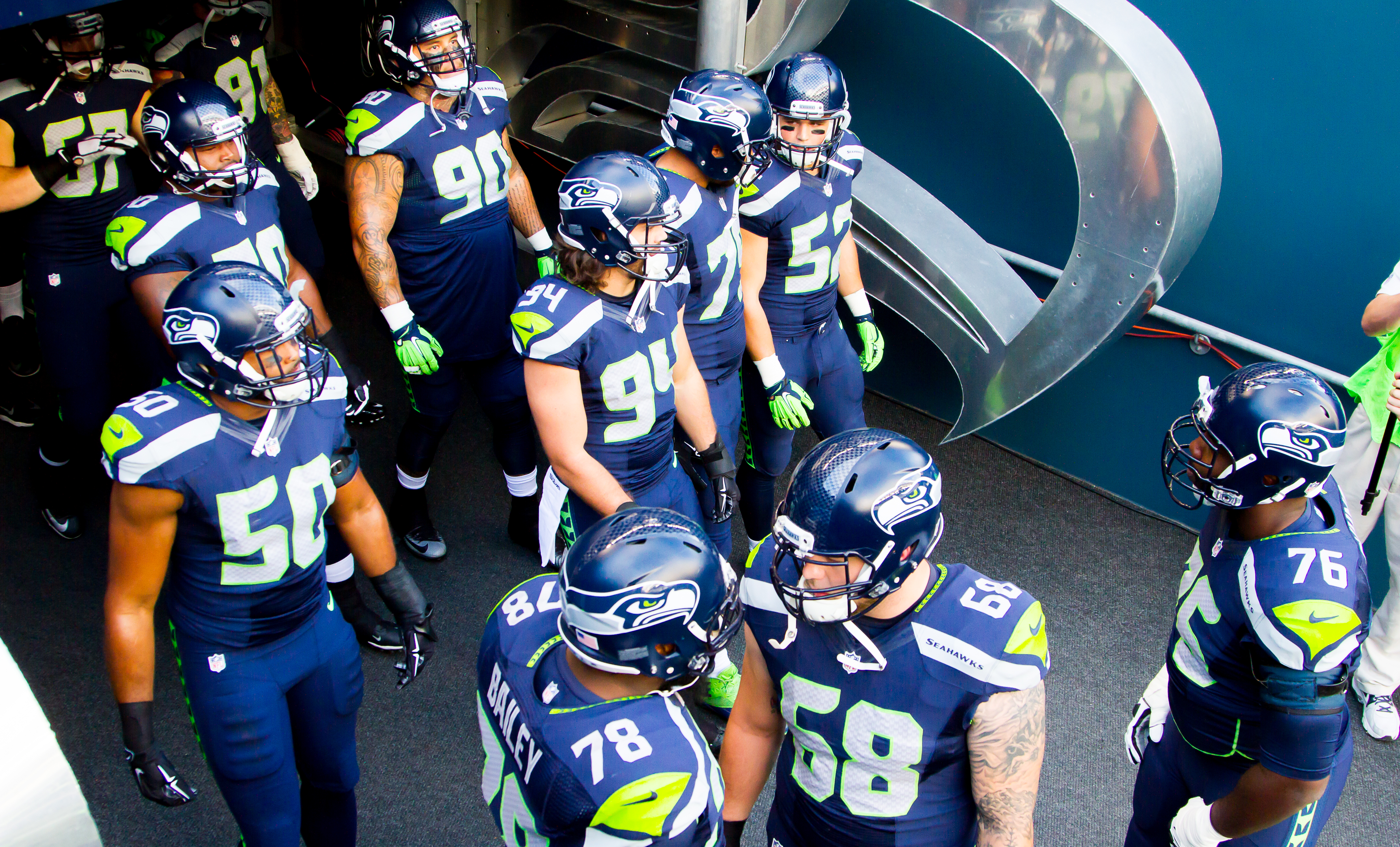
I giocatori dei Seahawks prima della gara di pre-stagione contro i Raiders.

| Turno | Data        | Ora           | Avversario            | Risultato | Risultato | Stadio            | TV   | Tabellino |
| Turno | Data        | Ora           | Avversario            | Punteggio | Record    | Stadio            | TV   | Tabellino |
| ----- | ----------- | ------------- | --------------------- | --------- | --------- | ----------------- | ---- | --------- |
| 1     | 14 agosto   | 7:00 p.m. PDT | Denver Broncos        | S 20–22   | 0–1       | CenturyLink Field | KCPQ | Recap     |
| 2     | 21 agosto   | 17.00 PDT     | at Kansas City Chiefs | S 13–14   | 0–2       | Arrowhead Stadium | KCPQ | Recap     |
| 3     | 29 agosto   | 17.00 PDT     | at San Diego Chargers | V 16–15   | 1–2       | Qualcomm Stadium  | CBS  | Recap     |
| 4     | 3 settembre | 17.00 PDT     | Oakland Raiders       | V 31-21   | 2-2       | CenturyLink Field | KCPQ | Recap     |

### Stagione regolare
Il calendario della stagione regolare è stato annunciato ad aprile 2015.
| Turno | Data               | Ora                | Avversario             | Risultato          | Risultato          | Stadio                        | TV                 | Tabellino          |
| Turno | Data               | Ora                | Avversario             | Punteggio          | Record             | Stadio                        | TV                 | Tabellino          |
| ----- | ------------------ | ------------------ | ---------------------- | ------------------ | ------------------ | ----------------------------- | ------------------ | ------------------ |
| 1     | 13 settembre       | 10:00 a.m. PDT     | at St. Louis Rams      | S 31–34 (dts)      | 0–1                | Edward Jones Dome             | Fox                | Recap              |
| 2     | 20 settembre       | 5:30 p.m. PDT      | at Green Bay Packers   | S 17-27            | 0–2                | Lambeau Field                 | NBC                | Recap              |
| 3     | 27 settembre       | 1:25 p.m. PDT      | Chicago Bears          | V 26–0             | 1–2                | CenturyLink Field             | CBS                | Recap              |
| 4     | 5 ottobre          | 5:30 p.m. PDT      | Detroit Lions          | V 13-10            | 2–2                | CenturyLink Field             | ESPN               | Recap              |
| 5     | 11 ottobre         | 10:00 a.m. PDT     | at Cincinnati Bengals  | S 24-27 (dts)      | 2–3                | Paul Brown Stadium            | Fox                | Recap              |
| 6     | 18 ottobre         | 1:05 p.m. PDT      | Carolina Panthers      | S 23-27            | 2–4                | CenturyLink Field             | Fox                | Recap              |
| 7     | 22 ottobre         | 5:25 p.m. PDT      | at San Francisco 49ers | V 20-3             | 3–4                | Levi's Stadium                | CBS                | Recap              |
| 8     | 1º novembre        | 1:25 p.m. PST      | at Dallas Cowboys      | V 13-12            | 4–4                | AT&T Stadium                  | Fox                | Recap              |
| 9     | Settimana di pausa | Settimana di pausa | Settimana di pausa     | Settimana di pausa | Settimana di pausa | Settimana di pausa            | Settimana di pausa | Settimana di pausa |
| 10    | 15 novembre        | 5:30 p.m. PST      | Arizona Cardinals      | S 32-39            | 4–5                | CenturyLink Field             | NBC                | Recap              |
| 11    | 22 novembre        | 1:25 p.m. PST      | San Francisco 49ers    | V 29-13            | 5–5                | CenturyLink Field             | Fox                | Recap              |
| 12    | 29 novembre        | 1:25 p.m. PST      | Pittsburgh Steelers    | V 39-30            | 6–5                | CenturyLink Field             | CBS                | Recap              |
| 13    | 6 dicembre         | 10:00 a.m. PST     | at Minnesota Vikings   | V 38-7             | 7–5                | TCF Bank Stadium              | Fox                | Recap              |
| 14    | 13 dicembre        | 5:30 p.m. PST      | at Baltimore Ravens    | V 35-6             | 8–5                | M&T Bank Stadium              | NBC                | Recap              |
| 15    | 20 dicembre        | 1:05 p.m. PST      | Cleveland Browns       | V 30-13            | 9–5                | CenturyLink Field             | Fox                | Recap              |
| 16    | 27 dicembre        | 1:25 p.m. PST      | St. Louis Rams         | S 17-23            | 9–6                | CenturyLink Field             | Fox                | Recap              |
| 17    | 3 gennaio          | 1:25 p.m. PST      | at Arizona Cardinals   | V 36-6             | 10–6               | University of Phoenix Stadium | Fox                | Recap              |

Note
- Gli avversari della propria division sono in grassetto.

### Playoff
| Turno      | Data       | Ora            | Avversario (seed)        | Risultato | Risultato | Stadio                  | TV  | Tabellino |
| Turno      | Data       | Ora            | Avversario (seed)        | Punteggio | Record    | Stadio                  | TV  | Tabellino |
| ---------- | ---------- | -------------- | ------------------------ | --------- | --------- | ----------------------- | --- | --------- |
| Wild Card  | 10 gennaio | 10:05 a.m. PST | at Minnesota Vikings (3) | V 10-9    | 1-0       | TCF Bank Stadium        | NBC | Recap     |
| Divisional | 17 gennaio | 10:05 a.m. PST | at Carolina Panthers (1) | S 24-31   | 1-1       | Bank of America Stadium | Fox | Recap     |

## Riassunti delle partite

### Stagione regolare

#### Settimana 1: @ St. Louis Rams
| St. Louis 13 settembre 2015, ore 10:00 PDT | Seattle Seahawks | 31 – 34 (7-0, 3-10, 3-14, 18-7) referto | St. Louis Rams | Edward Jones Dome (51.792 spett.)\| Arbitro: \| Jeff Triplette \| |
| Arbitro:                                   | Jeff Triplette   |                                         |                |                                                                   |

I Seahawks aprirono la stagione a St. Louis. Nel primo quarto, il rookie Tyler Lockett ritornò un punt per 57 yard in touchdown dando ai Seahawks i primi punti. Jimmy Graham fece il suo debutto nei Seahawks, ricevendo un passaggio da 7 yard in touchdown, riportando i Seahawks in partita sul 21-24 nel terzo quarto. Senza la safety Kam Chancellor, la difesa di Seattle faticò per tutta la gara e i campioni in carica della NFC furono sconfitti ai supplementari per 34-31.

#### Settimana 2: @ Green Bay Packers
| Green Bay 20 settembre 2015, ore 5:30 PDT | Seattle Seahawks | 17 – 27 (3-10, 0-3, 14-3, 0-11) referto | Green Bay Packers | Lambeau Field (78.433 spett.)\| Arbitro: \| Gene Steratore \| |
| Arbitro:                                  | Gene Steratore   |                                         |                   |                                                               |

I Packers segnarono i primi dieci punti dell'incontro. Seguì un field goal a testa, con le squadre che terminarono il primo tempo sul 13-3. Al rientro dagli spogliatoi, i Seahawks segnarono due touchdown consecutivi, portandosi in vantaggio 17-13 nel terzo quarto. Tuttavia, i Packers segnarono gli ultimi 14 punti della contesa, andando a vincere 27-17, infliggendo ai Seahawks la seconda sconfitta consecutiva. Fu la prima volta che i Seahawks furono sconfitti di almeno dieci punti da quando scelsero Russell Wilson nel 2012 e fu il loro peggiore passivo dalla settimana 9 della stagione 2011, quando persero di dieci punti coi Dallas Cowboys.

#### Settimana 3: Chicago Bears
| Seattle 27 settembre 2015, ore 13:25 PDT | Chicago Bears | 0 – 26 (0-3, 0-3, 0-14, 0-6) referto | Seattle Seahawks | CenturyLink Field (69.002 spett.)\| Arbitro: \| Carl Cheffers \| |
| Arbitro:                                 | Carl Cheffers |                                      |                  |                                                                  |

I Seahawks debuttarono in casa contro i Chicago Bears privi del quarterback titolare Jay Cutler e del ricevitore Alshon Jeffery. Dopo avere concluso il primo tempo sul 6-0 grazie a due field goal, nel secondo Tyler Lockett ritornò un kickoff per 105 yard in touchdown, un nuovo record di franchigia. Graham fu coinvolto maggiormente nell'attacco della squadra, guidandola con 83 yard ricevute e segnando il suo secondo touchdown. La gara si concluse sul 26-0 per i padroni di casa, la prima volta che i Bears non segnarono alcun punto dal 2002, interrompendo un record di franchigia di 195 gare. Marshawn Lynch rimase fuori dalla gara per infortunio per la maggior parte del tempo, venendo sostituito dal rookie non scelto nel draft Thomas Rawls, che guidò Seattle con 104 yard corse.

#### Settimana 4: Detroit Lions
| Seattle 5 ottobre 2015, ore 5:30 PDT | Detroit Lions | 10 – 13 (0-0, 3-10, 0-3, 7-0) referto | Seattle Seahawks | CenturyLink Field\| Arbitro: \| Tony Corrente \| |
| Arbitro:                             | Tony Corrente |                                       |                  |                                                  |

La gara ebbe un finale controverso. I Seahawks erano in vantaggio 13-3 all'inizio del quarto periodo. Wilson subì un sack e perse un fumble, che la difesa dei Lions ritornò in touchdown, accorciando sul 13-10. Dopo che nell'azione successiva l'attacco dei Seahawks non segnò alcun punto, i Lions ricevettero il pallone sulla loro linea delle 10 yard, raggiungendo la red zone avversaria alcuni minuti dopo. Su una situazione di terzo down e 1, Matthew Stafford completò un passaggio per Calvin Johnson, che raggiunse la linea delle 1 yard, apprestandosi a segnare un touchdown. Kam Chancellor però gli strappò il pallone dalle mani. K.J. Wright successivamente colpì il pallone, spedendolo oltre la end zone. Gli arbitri classificarono la giocata come un touchback, dando il pallone ai Seahawks sulla propria linea delle venti yard. Questi corsero due volte, costringendo gli avversari ad usare entrambi i loro time out. Sul terzo down, Wilson completò un passaggio per Jermaine Kearse che chiuse la gara, portando Seattle sul record di 2-2. I Lions invece scesero a 0-4. Alcuni minuti dopo il termine, sorsero delle controversie poiché il capo degli arbitri della lega affermò che l'azione di Wright era stata irregolare, cosa che avrebbe dovuto restituire il pallone ai Lions nel punto del fumble di Johnson. L'arbitraggio fu criticato da analisti, tifosi e giocatori, attirando paragoni con la partita vinta dai Seahawks sui Packers nel 2012 divenuta celebre come Fail Mary. Nella conferenza stampa post partita, Pete Carroll ammise che Wright aveva colpito il pallone intenzionalmente, come confermò lo stesso giocatore. Chancellor disse di non avere visto la giocata incriminata.

#### Settimana 5: @ Cincinnati Bengals
| Cincinnati 11 ottobre 2015, ore 10:00 PDT | Seattle Seahawks | 24 – 27 (dts) (7-7, 3-0, 14-0, 0-17, 0-3) referto | Cincinnati Bengals | Paul Brown Stadium (65.004 spett.)\| Arbitro: \| John Parry \| |
| Arbitro:                                  | John Parry       |                                                   |                    |                                                                |

Dopo un touchdown su un ritorno di fumble da 23 yard di Bobby Wagner, i Seahawks si portarono in vantaggio per 24-7 nel terzo periodo. In precedenza vi era stato anche il primo intercetto stagionale per mano di Earl Thomas. Seahawks però collassarono nel finale, concedendo ai Bengals 20 venti punti consecutivi, col kicker avversario Mike Nugent che calciò il field goal della vittoria nei tempi supplementari. Fu la prima volta dal 2004 che i Seahawks sprecarono un vantaggio di 17 punti, avendo vinto le ultime 71 partite consecutive in cui avevano accumulato almeno quel margine. Con Lynch ancora infortunato, Thomas Rawls concluse la gara con 169 yard corse, il massimo per un giocatore di Seattle dalle 201 di Shaun Alexander il 17 novembre 2006.

#### Settimana 6: Carolina Panthers
| Seattle 22 ottobre 2015, ore 13:05 PDT | Carolina Panthers | 27 – 23 (0-3, 7-7, 7-10, 13-3) referto | Seattle Seahawks | CenturyLink Field (69.020 spett.)\| Arbitro: \| Terry McAulay \| |
| Arbitro:                               | Terry McAulay     |                                        |                  |                                                                  |

I Seahawks si trovarono in vantaggio per 23-14 nel quarto periodo contro gli imbattuti Panthers. Tuttavia, per la quarta volta in stagione, non riuscirono a conservare il vantaggio accumulato nell'ultima frazione di gioco. I Panthers segnarono gli ultimi 13 punti della partita, andando a vincere 27-23. Per Seattle si trattò solamente della terza in sconfitta in casa da quando scelsero nel draft 2012 Wilson (28-3 di record casalingo), dopo quelle coi Cardinals nella settimana 16 del 2013 e coi Cowboys nella settimana 6 del 2014. Con la sconfitta la squadra scese a un record di 2-4. Jimmy Graham terminò con 140 yard ricevute, il massimo per un giocatore dei Seahawks dalle 159 di Ben Obomanu nel novembre 2010.

#### Settimana 7: @ San Francisco 49ers
| San Francisco 22 ottobre 2015, ore 17:25 PDT | Seattle Seahawks | 20 – 3 (7-0, 10-0, 0-3, 0-17, 3-0) referto | San Francisco 49ers | Levi's Stadium (70.799 spett.)\| Arbitro: \| John Parry \| |
| Arbitro:                                     | John Parry       |                                            |                     |                                                            |

Nel settimo turno i Seahawks affrontarono i maggior rivali degli ultimi anni, anch'essi però in difficoltà e fermi su un record di 2-4. La squadra riuscì a tornare alla vittoria per 20-3 trascinata dalle 122 yard corse e dal secondo touchdown stagionale di Lynch, il suo cinquantesimo con la maglia di Seattle, il massimo per qualsiasi giocatore della lega dal suo arrivo ai Seahawks. Tyler Lockett segnò il primo touchdown su ricezione in carriera su un passaggio da 43 yard di Wilson (il più lungo della sua stagione fino a quel momento). Divenne così solamente il secondo rookie degli ultimi 15 anni nella NFL a segnare su ritorni di punt, di kickoff e su ricezione assieme a Randall Cobb e il secondo assoluto della storia dei Seahawks a riuscirvi nella stessa stagione dopo Nate Burleson nel 2007. Michael Bennett mise a segno un record in carriera di 3,5 sack, venendo premiato come miglior difensore della NFC della settimana.

#### Settimana 8: @ Dallas Cowboys
| Dallas 1º novembre 2015, ore 13:25 PDT | Seattle Seahawks | 13 – 12 (3-3, 7-3, 0-3, 0-3, 3-3) referto | Dallas Cowboys | AT&T Stadium (91.486 spett.)\| Arbitro: \| Carl Cheffers \| |
| Arbitro:                               | Carl Cheffers    |                                           |                |                                                             |

Dopo dieci giorni di riposo, i Seahawks viaggiarono a Dallas per affrontare i Cowboys. L'unico touchdown di Seattle fu su un passaggio da 22 yard da Russell Wilson al tight end Luke Willson nel primo tempo che portò la squadra sul 10-3. Sul finire del secondo quarto, Ricardo Lockette lasciò la gara dopo avere subito una commozione cerebrale su un duro scontro di gioco che lo lasciò incosciente a terra. Nel secondo tempo i Cowboys si portarono in vantaggio segnando due field goal ma Steven Hauschka risolse la situazione per i Seahawks segnando da 22 yard a un minuto dal termine i 3 punti della vittoria. Tra i migliori campo vi fu Richard Sherman che limitò il rientrante Dez Bryant a 2 ricezioni per 12 yard, terminando con 4 passaggi deviati.

#### Settimana 10: Arizona Cardinals
| Seattle 15 novembre 2015, ore 17:30 PDT | Arizona Cardinals | 39 – 32 (0-0, 22-7, 3-10, 14-15) referto | Seattle Seahawks | CenturyLink Field (69.005 spett.)\| Arbitro: \| Clete Blakeman \| |
| Arbitro:                                | Clete Blakeman    |                                          |                  |                                                                   |

I Seahawks ospitarono gli Arizona Cardinals nella seconda gara della domenica sera della stagione. Sul finire del primo quarto, Earl Thomas intercettò Carson Palmer nella end zone mentre il quarterback avversario stava cercando di portare i primi punti ad Arizona. Fu il terzo intercetto stagionale di Thomas.
All'inizio del secondo quarto, Russell Wilson recuperò un fumble dopo un cattivo snap nella propria end zone, che valse una safety ai Cardinals. In svantaggio 19-0 sul finire del primo tempo, i Seahawks segnarono col fullback Will Tukuafu il primo touchdown della loro gara. Fu il primo TD della sua carriera.
I Seahawks faticarono a contenere l'attacco di Arizona per tutta la partita, in particolare sulle corse nel quarto periodo. Malgrado ciò riuscirono a portarsi brevemente in vantaggio, salvo venire sconfitti per la quinta volta in stagione dopo avere guidato la partita nell'ultimo quarto di gioco.

#### Settimana 11: San Francisco 49ers
| Seattle 22 novembre 2015, ore 13:25 PST | San Francisco 49ers | 13 – 29 (0-13, 7-7, 6-3, 0-6) referto | Seattle Seahawks | CenturyLink Field (68.993 spett.)\| Arbitro: \| Ed Hochuli \| |
| Arbitro:                                | Ed Hochuli          |                                       |                  |                                                               |

Nell'undicesimo turno i Seahawks ospitarono i San Francisco 49ers, con Blaine Gabbert come quarterback titolare al posto di Colin Kaepernick, inserito in lista infortunati. Ad issare la bandiera del dodicesimo uomo fu il membro della Baseball Hall of Fame ed ex giocatore dei Seattle Mariners Randy Johnson.
Lynch non poté essere in campo per un infortunio all'addome ma non fu fatto rimpiangere dal suo sostituto, Thomas Rawls, che stabilì un nuovo record di franchigia per un rookie con 209 yard corse (superando le 207 Curt Warner nel 1983) e segnò due touchdown, uno su corsa e uno su ricezione. Le sue 255 yard totali guadagnate furono il terzo risultato della storia del club. Russell Wilson completò l'83% dei suoi passaggi (24/29), un nuovo primato personale. Tutti i quattro touchdown segnati da Seattle vennero dai suoi rookie: due da Rawls e altri due su ricezione da Tyler Lockett.
Con questa vittoria i Seahawks salirono a un record di 5-5, superando i Rams (4-6) al secondo posto della division.

#### Settimana 12: Pittsburgh Steelers
| Seattle 29 novembre 2015, ore 13:25 PST | Pittsburgh Steelers | 30 – 39 (3-0, 15-14, 3-6, 9-19) referto | Seattle Seahawks | CenturyLink Field (69.055 spett.)\| Arbitro: \| Walt Anderson \| |
| Arbitro:                                | Walt Anderson       |                                         |                  |                                                                  |

I Seahawks incontrarono i Pittsburgh Steelers a Seattle per la prima volta dal Super Bowl XL, dove erano stati sconfitti 21-10. Ad alzare la bandiera del dodicesimo uomo vi fu Spencer Haywood, ex giocatore dei Seattle SuperSonics.
Richard Sherman, che non metteva a segno un intercetto da 12 partite, fece registrare il primo stagionale nel terzo quarto. Un altro a testa lo ebbero Jeremy Lane (alla prima gara in stagione dopo un infortunio), Ahtyba Rubin e Kam Chancellor, per un massimo stagionale di quattro. In una gara dai diversi cambi di leadership, Russell Wilson, il giorno del suo ventisettesimo compleanno, pareggiò il primato di franchigia con cinque passaggi da cinque touchdown (condiviso da Dave Krieg, Matt Hasselbeck e Warren Moon), tre per Doug Baldwin e due per Jermaine Kearse. I Seahawks vinsero per 39-20 entrando per la prima volta in stagione in posizione utile per accedere ai playoff col sesto record della conference. Vi fu tuttavia una nota stonata con l'infortunio del tight end Jimmy Graham al tendine rotuleo che richiese un intervento chirurgico, chiudendo la sua stagione.
Le 456 yard passate dal quarterback avversario Ben Roethlisberger furono il massimo concesso nella storia della franchigia. Il passaggio da touchdown da Wilson a Baldwin da 80 yard sul finire dell'ultimo periodo di gioco fu la giocata più lunga della stagione della squadra. Il quarterback di Seattle fu premiato per la quinta volta in carriera come giocatore offensivo della NFC della settimana e per la seconda come quarterback della settimana.

#### Settimana 13: @ Minnesota Vikings
| Minneapolis 6 dicembre 2015, ore 13:25 PST | Seattle Seahawks | 38 – 7 (7-0, 14-0, 14-7, 3-0) referto | Minnesota Vikings | TCF Bank Stadium (52.430 spett.)\| Arbitro: \| Terry McAulay \| |
| Arbitro:                                   | Terry McAulay    |                                       |                   |                                                                 |

Malgrado le assenze di Marshawn Lynch e Jimmy Graham, i Seahawks batterono nettamente i Vikings per 38-7. Gli avversari giunsero alla partita con un record di 8-3 e in testa alla NFC North, guidando la NFL in yard corse e con Adrian Peterson primo a livello individuale. La difesa dei Seahawks tenne Peterson a sole 18 yard corse e l'attacco di Minnesota senza segnare alcun punto per tutta la gara (gli unici sette punti giunsero su un ritorno di kickoff in touchdown di Cordarrelle Patterson).
Russell Wilson divenne il secondo giocatore della storia della squadra (dopo Dave Krieg) a passare almeno 3 touchdown per tre gare consecutive e segnò il suo primo TD su corsa del 2015. Il rookie Frank Clark disputò la miglior gara della stagione con 2 sack e 2 passaggi deviati sul quarterback avversario Teddy Bridgewater. Earl Thomas fece registrare il quarto intercetto stagionale, il ventesimo in carriera. Thomas Rawls colse 101 yard e un touchdown, venendo premiato come rookie della settimana

#### Settimana 14: @ Baltimore Ravens
| Baltimora 13 dicembre 2015, ore 10:00 PST | Seattle Seahawks | 35 – 6 (7-0, 7-6, 7-0, 14-0) referto | Baltimore Ravens | M&T Bank Stadium (71.179 spett.)\| Arbitro: \| Walt Coleman \| |
| Arbitro:                                  | Walt Coleman     |                                      |                  |                                                                |

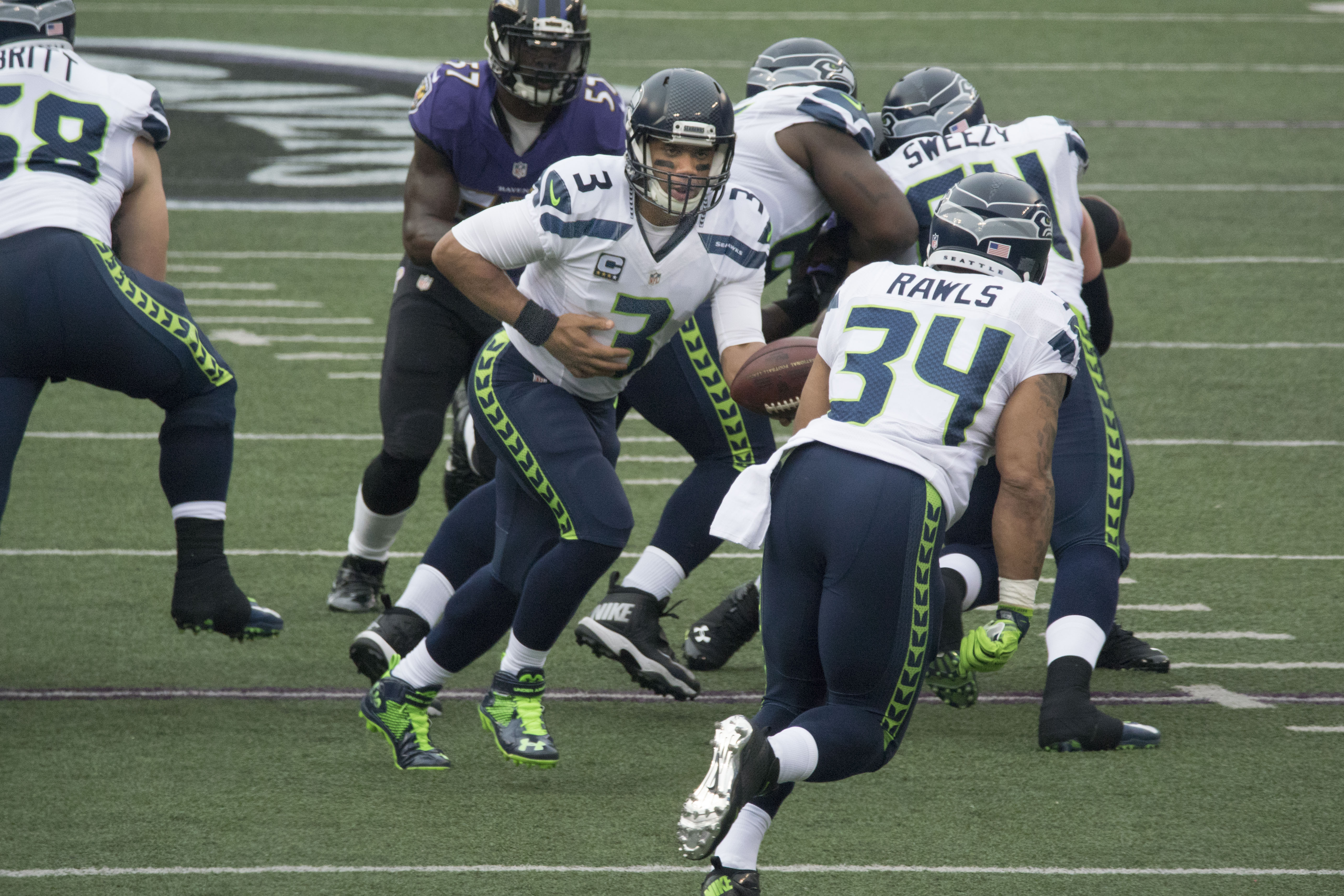
La partita della settimana 14 contro i Ravens

Nella settimana 14, i Seahawks affrontarono in trasferta i Ravens, che schierarono il loro terzo quarterback, Jimmy Clausen, a causa degli infortuni. Nel primo drive della partita, la squadra perse il promettente rookie Thomas Rawls a causa della frattura della caviglia che lo tenne fuori per il resto della stagione. La squadra si affidò così a DuJuan Harris, che fu limitato a 42 yard corse in 18 tentativi. Seattle tuttavia riuscì a sfruttare il gioco aereo e vincere nettamente per 35-6.
Wilson pareggiò il suo record di franchigia di due settimane prima passando nuovamente 5 touchdown, salendo a 16 TD e nessun intercetto subito nelle ultime quattro gare disputate. Fu il primo giocatore della storia a giocare quattro partite consecutive con un passer rating di almeno 138,5 e il primo giocatore dell'era Super Bowl a passare almeno 3 TD senza subire intercetti per quattro gare consecutive. Per la seconda volta in stagione fu premiato come quarterback della settimana. Doug Baldwin segnò nuovamente tre touchdown, diventando il primo giocatore della storia della squadra a riceverne almeno 2 per tre gare consecutive. Tyler Lockett ricevette 6 passaggi per 104 yard e 2 touchdown, venendo premiato come rookie della settimana. Con questa vittoria, il record di tutti i tempi dei Seahawks salì a 313 vittorie e 312 sconfitte, la prima volta nella loro storia in cui ebbero un saldo positivo.

#### Settimana 15: Cleveland Browns
| Seattle 20 dicembre 2015, ore 13:05 PST | Cleveland Browns | 13 – 30 (7-7, 3-13, 0-0, 3-10) referto | Seattle Seahawks | CenturyLink Field (69.002 spett.)\| Arbitro: \| Gene Steratore \| |
| Arbitro:                                | Gene Steratore   |                                        |                  |                                                                   |

Nella settimana 15, i Seahawks affrontarono in casa i Browns, ultimi nella propria division con un record di 3-10. Ad issare la bandiera del dodicesimo uomo fu Michael Sinclair, tre volte Pro Bowler negli anni novanta con la squadra.
A passare in vantaggio furono i Browns, che segnarono un touchdown nel drive iniziale su passaggio di Johnny Manziel a Gary Barnidge. Seattle però rispose con due touchdown in rapida successione di Baldwin su passaggio di Wilson. Il primo tempo si chiuse sul punteggio di 20-10. Nel secondo, Wilson passò il terzo TD di giornata per Tyler Lockett e i Seahawks amministrarono in vantaggio, andando a vincere per 30-13. Tale risultato li qualificò come wild card per i playoff per il quarto anno consecutivo, il quinto degli ultimi sei.
Wilson divenne il primo quarterback della storia a passare tre o più touchdown senza subire intercetti per cinque gare consecutive. Con i due touchdown, Baldwin pareggiò il record di franchigia stagionale di Daryl Turner stabilito nel 1985 e divenne il secondo giocatore della storia della NFL, dopo Jerry Rice nel 1987, a segnare dieci touchdown su ricezione nell'arco di quattro gare consecutive della stessa stagione

#### Settimana 16: St. Louis Rams
| Seattle 27 dicembre 2015, ore 13:25 PST | St. Louis Rams | 23 – 17 (10-0, 6-3, 0-7, 7-7) referto | Seattle Seahawks | CenturyLink Field (69.080 spett.)\| Arbitro: \| Brad Allen \| |
| Arbitro:                                | Brad Allen     |                                       |                  |                                                               |

I Seahawks si presentarono all'ultima partita casalinga dell'anno già sicuri di una wild card per i playoff. A sollevare la bandiera del 12º uomo fu l'attore Joel McHale, nato a Roma ma che ha passato l'infanzia a Seattle. Prima della partita, Richard Sherman fu premiato con lo Steve Largent Award come membro dell'anno della squadra.
I Rams si confermarono la bestia nera di Seattle degli ultimi anni, battendoli per la prima volta in casa dai playoff del 2004. Col suo 14º touchdown nel terzo quarto, Doug Baldwin stabilì un nuovo record di franchigia. I Seahawks non furono in vantaggio in alcun istante della partita, concludendo il loro record NFL a 70 partite (stagione regolare e playoff inclusi), tutte quelle in cui Russell Wilson era stato il loro quarterback titolare sino a quel momento. L'ultima volta che ciò era capitato era stato nell'ultima partita della stagione regolare 2011, persa 23–20 contro gli Arizona Cardinals.

#### Settimana 17: @ Arizona Cardinals
| Glendale 3 gennaio 2016, ore 13:25 PST | Seattle Seahawks | 36 – 6 (10-0, 20-6, 6-0, 0-0) referto | Arizona Cardinals | University of Phoenix Stadium (64.646 spett.)\| Arbitro: \| Brad Allen \| |
| Arbitro:                               | Brad Allen       |                                       |                   |                                                                           |

Nell'ultimo ininfluente turno della stagione, i Seahawks si presero la soddisfazione di battere nettamente in trasferta i Cardinals, che avevano strappato loro la corona del titolo di division dopo due anni di dominio e che venivano da una striscia di nove vittorie consecutive. Russell Wilson passò tre touchdown, tutti nel secondo quarto, mentre Tyler Lockett si mise in evidenza ritornando quattro punt per 136 yard complessive, un record di franchigia, venendo premiato come giocatore degli special team della settimana e come rookie della settimana. I Cardinals, dal canto loro, una volta trovatisi con uno svantaggio difficilmente recuperabile, sostituirono il quarterback titolare Carson Palmer con Drew Stanton alla fine del primo tempo. Lo stesso Wilson fu sostituito nel quarto periodo da Tarvaris Jackson.
In questa partita, Wilson superò due primati stagionali di franchigia: batté quello di touchdown passati di 32 di Dave Krieg portandolo a 34 e divenne il primo giocatore della storia dei Seahawks a passare 4.000 yard in una stagione. Divenne inoltre il primo giocatore della storia a passare oltre 4.000 yard, a correrne oltre 500 e a passare almeno trenta touchdown nella stessa stagione.

### Playoff
I Seahawks si qualificarono ai playoff con il sesto record della NFC.

#### Wild card round: @ Minnesota Vikings
| Minneapolis 10 gennaio 2016, ore 10:05 PST | Seattle Seahawks | 10 – 9 (0-3, 0-0, 0-6, 10-0) referto | Minnesota Vikings | TCF Bank Stadium (52.090 spett.)\| Arbitro: \| Walt Coleman \| |
| Arbitro:                                   | Walt Coleman     |                                      |                   |                                                                |

Per la prima partita di playoff, i Seahawks volarono a Minneapolis per affrontare i Vikings vincitori della NFC North e terza squadra del tabellone della NFC. La gara fu la terza più fredda della storia della post-season. Contrariamente alle anticipazioni della vigilia, Seattle non poté ancora contare su Marshawn Lynch, sostituito ancora dal terzo running back Christine Michael. Le temperature sottozero condizionarono pesantemente l'attacco della squadra, che non riuscì a segnare alcun punto per tutti i primi tre quarti di gioco, contrariamente a Minnesota che trasformò tre field goal su tre con Blair Walsh, portandosi in vantaggio per 9-0. Nell'ultimo periodo di gioco però, Wilson trovò con un passaggio da touchdown Baldwin riportandosi sul 9-7. Seguì un fumble forzato da Chancellor su Adrian Peterson e recuperato da Ahtyba Rubin, dopo il quale i Seahawks segnarono il field goal del primo vantaggio. I Vikings tuttavia ebbero la possibilità di vincere la partita negli ultimi trenta secondi con un tentativo di field goal del solitamente affidabile Walsh dalla distanza non proibitiva di 27 yard, ma questi a sorpresa calciò il pallone all'esterno del palo sinistro. Pur a un passo dall'eliminazione, furono così i Seahawks a superare il turno.
La difesa di Seattle chiuse la partita limitando Peterson, leader stagionale della NFL in yard corse, a 45 yard guadagnate. Questa fu la terza vittoria in trasferta nei playoff nella storia della squadra, la prima dal 2012. L'allenatore Pete Carroll pareggiò il record di Bill Belichick con la quarta vittoria nei playoff dopo essere stato in svantaggio di almeno dieci punti nel quarto periodo.

#### Divisional round: @ Carolina Panthers
| Charlotte 17 gennaio 2016, ore 1:05 PST | Seattle Seahawks | 24 – 31 (0-14, 0-17, 14-0, 10-0) referto | Carolina Panthers | Bank of America Stadium (74.287 spett.)\| Arbitro: \| Tony Corrente \| |
| Arbitro:                                | Tony Corrente    |                                          |                   |                                                                        |

La stagione dei Seahawks si chiuse in casa dei Panthers, che avevano terminato la stagione regolare col miglior record della NFL, 15-1. Malgrado il ritorno di Marshawn Lynch, Seattle non segnò alcun punto nel primo tempo, mentre Carolina ne segnò ben 31, con Wilson che subì due intercetti, di cui uno ritornato in touchdown. Nel secondo tempo gli ospiti tentarono un'improbabile rimonta, segnando 24 punti consecutivi con tre passaggi da touchdown del loro quarterback. Giunti ormai a un solo possesso di distanza con poco più di un minuto al termine, i Seahawks tentarono un onside kick che però venne recuperato dagli avversari, chiudendo la partita sul punteggio finale di 31-24.

## Classifiche

### Division
| NFC West              | NFC West | NFC West | NFC West | NFC West | NFC West | NFC West | NFC West | NFC West | NFC West |
|                       | V        | S        | S        | %        | DIV      | CONF     | PF       | PS       | Str.     |
| --------------------- | -------- | -------- | -------- | -------- | -------- | -------- | -------- | -------- | -------- |
| (2) Arizona Cardinals | 13       | 3        | 0        | .813     | 4–2      | 10–2     | 489      | 313      | S1       |
| (6) Seattle Seahawks  | 10       | 6        | 0        | .625     | 3–3      | 7–5      | 423      | 277      | V1       |
| St. Louis Rams        | 7        | 9        | 0        | .438     | 4–2      | 6–6      | 280      | 330      | S1       |
| San Francisco 49ers   | 5        | 11       | 0        | .313     | 1–5      | 4–8      | 238      | 387      | V1       |

## Leader della squadra

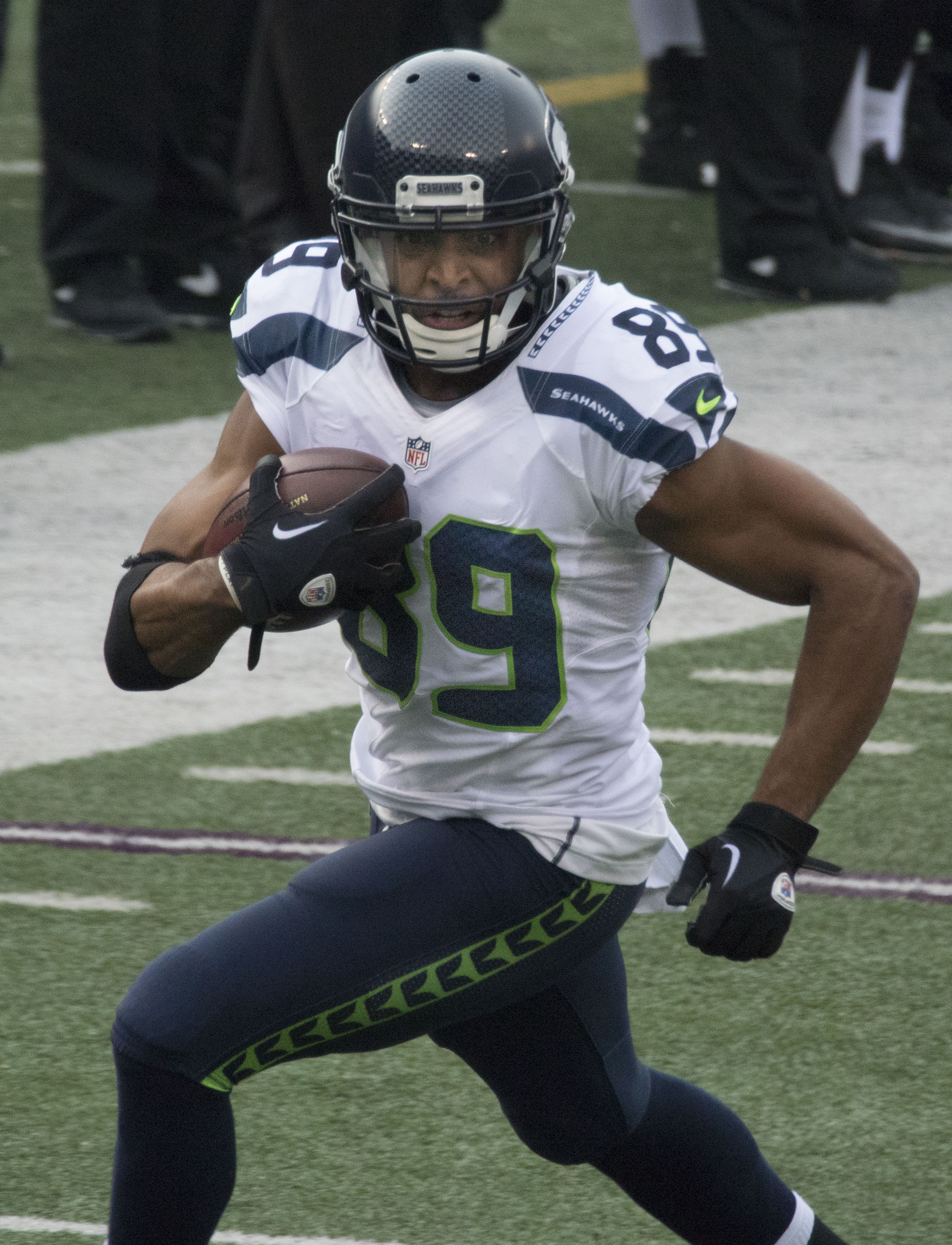
Nel 2015, Doug Baldwin guidò la NFL con 14 touchdown su ricezione

| Leader della squadra   |                 |             |
| Categoria              | Giocatore       | N.          |
| Yard passate           | Russell Wilson  | 4.024 yard† |
| Touchdown passati      | Russell Wilson  | 34†         |
| Yard corse             | Thomas Rawls    | 830 yard    |
| Touchdown su corsa     | Thomas Rawls    | 4           |
| Yard ricevute          | Doug Baldwin    | 1.069 yard  |
| Touchdown su ricezione | Doug Baldwin    | 14†         |
| Tackle totali          | K.J. Wright     | 116         |
| Sack                   | Michael Bennett | 10,0        |
| Intercetti             | Earl Thomas     | 5           |
| Punti segnati          | Steven Hauschka | 127 punti   |

† Leader stagionale NFL
† Nuovo record di franchigia

## Premi individuali

### Pro Bowler
I Seahawks ebbero sette giocatori convocati per il Pro Bowl 2016, pareggiando il primato di franchigia stabilito nel 1984 e nel 2005:
- Michael Bennett DE
- Kam Chancellor S
- Tyler Lockett PR
- Richard Sherman CB
- Earl Thomas S
- Bobby Wagner LB
- Russell Wilson QB

Cinque giocatori furono nominati riserve:
- Cliff Avril DE
- Doug Baldwin WR
- Steven Hauschka K
- Marshawn Lynch RB
- Russell Okung OT

Il 31 gennaio 2016 durante la manifestazione, Russell Wilson fu premiato come MVP offensivo dell'evento, completando 8 passaggi su 12 per 164 yard e 3 touchdown, mentre Michael Bennett si aggiudicò il premio di miglior difensore con un sack e un tackle messi a segno.

### All-Pro
Tre giocatori dei Seattle Seahawks sono stati inseriti nelle formazioni ideali della stagione All-Pro:
First-team
- Tyler Lockett PR

Second-team
- Bobby Wagner LB
- Richard Sherman CB

### Premi settimanali e mensili
- Tyler Lockett: miglior giocatore degli special team della NFC dei mesi di settembre e dicembre, miglior rookie delle settimane 14 e 17 e miglior giocatore degli special team della NFC della settimana 17[25][30][34][35].
- Michael Bennett: miglior difensore della NFC della settimana 7[11]
- Russell Wilson: miglior giocatore offensivo della NFC della settimana 12 e miglior quarterback delle settimane 12 e 15[18][24]
- Thomas Rawls: miglior rookie della settimana 13[21]